# Рудольф Клаузіус
Рудольф Кла́узіус (нім. Rudolf Julius Emanuel Clausius, ім'я при народж. — Рудольф Готтліб, нім. Rudolf Gottlieb; 2 січня 1822, Кеслін, тепер — Кошалін — 24 серпня 1888, Бонн) — німецький фізик, який працював у області термодинаміки, сформулював другий закон термодинаміки, запровадив поняття ентропії.

## Біографічні дані
Університетську освіту Клаузіус отримав у Берліні.
Перша робота Клаузіуса з механічної теорії тепла була опублікована у 1850 році. У цьому ж році у вересні він отримав запрошення на посаду професора в Берлінську інженерно-артилерійську школу (нім. Vereinigte Artillerie- und Ingenieurschule). З 1855 року — очолював кафедру математичної фізики у Швейцарській Політехнічній школі, тоді ж отримав призначення в Цюрихський університет. У 1867 році він прийняв запрошення на посаду професора у Вюрцбурзькому університеті, а з 1869 року працював професором Боннського університету. У 1884—1885 роках був ректором цього університету.
19 травня 1865 року за наукові дослідження був обраний членом-кореспондентом Французької академії наук (секція механіки).

## Науковий спадок
Наукові публікації вченого належать до таких галузей науки, як молекулярна фізика, термодинаміка, теоретична механіка, математична фізика.
Керуючись ідеями Саді Карно, Клаузіус точно сформулював принцип еквівалентності теплоти і роботи. У 1850 році у роботі «Про рушійну силу теплоти й про закони, які можна звідси отримати для теорії теплоти» незалежно від В. Ранкіна записав загальні співвідношення між теплотою і механічною роботою (перший закон термодинаміки) і розробив ідеальний термодинамічний цикл парової машини (цикл Клаузіуса — Ранкіна). Перший, хто займався дослідженням властивостей водяної пари (1851), вказав (1856) шлях підвищення ККД теплової машини через підвищення температури робочого тіла. Сформулював (1850) другий закон термодинаміки: «теплота сама по собі не може перейти від холоднішого тіла до теплішого». Записав математичний вираз другого закону термодинаміки для випадку оборотних кругових термодинамічних процесів (1854), так і необоротних (1862).
Розвиваючи свої ідеї у галузі термодинаміки, у роботі «Про різні зручні для використання форми другого начала математичної теорії теплоти» (1865) увів нове важливе поняття — поняття ентропії, виявивши її важливу властивість: в замкнутій системі ентропія або залишається незмінною (для випадку оборотних процесів), або зростає (у випадку необоротних процесів). Цим Клаузіус показав, що зміна ентропії визначає напрям перебігу термодинамічних процесів. Поширивши принцип зростання ентропії на Всесвіт, вважаючи його замкнутою системою, прийшов до помилкового висновку про теплову смерть Всесвіту. Хибність цього висновку довів Людвіг Больцман, після обґрунтування статистичного характеру другого закону термодинаміки.
Клаузіус зробив значний внесок у кінетичну теорію газів, давши у 1857 році систематичний виклад основ цієї теорії. Увів тут статистичне представлення (метод середніх величин), поняття довжини вільного пробігу молекул і обчислив (1859) середню довжину шляху між двома зіткненнями, перший теоретично обчислив величину тиску газу на стінки посудини. Увів поняття про сферу дії молекул (1859). Довів у 1870 році теорему віріалу, що пов'язала середню кінетичну енергію системи з силами, що діють у ній. Подав (1880) рівняння стану газу у загальнішій формі порівняно з рівнянням Ван дер Ваальса.
Обґрунтував (1851) рівняння Клапейрона, що зв'язує температуру плавлення речовини з тиском (співвідношення Клаузіуса — Клапейрона). Теоретично обґрунтував закон Джоуля — Ленца, розвинув у 1853 році термодинамічну теорію термоелектрики, увів у 1857 році уявлення про електролітичну дисоціацію. Розробив (1879) теорію поляризації діелектриків, виходячи з якої, незалежно від Оттавіано Моссотті вивів рівняння залежності між діелектричною проникністю і поляризованістю діелектрика (співвідношення Клаузіуса — Моссотті).

### Інше
- 29246 Клаузіус — астероїд, названий на честь вченого[8].